# نشانه روسولیمو
نشانهٔ روسولیمو (انگلیسی: Rossolimo's sign) یک نشانهٔ بالینی است که در آن ضربه به نوک انگشتان پا باعث خم شدن بیش از حد انگشتان پا می‌شود. این یافتهٔ بالینی در بیماران مبتلا به ضایعات راه‌های هرمی مغز یافت می‌شود و یکی از انواع از رفلکس‌های شبه بابینسکی است. این نشانهٔ پزشکی به افتخار گریگوری ایوانوویچ روسولیمو نام‌گذاری شده است.